# Abadía de Casamari
La abadía de Casamari es uno de los más importantes monasterios italianos de arquitectura gótica cisterciense. Fue construida en 1203 y dedicada en 1217. Se encuentra en el territorio del municipio de Veroli, provincia de Frosinone en el Lacio.
La iglesia abacial tiene la consideración de basílica menor desde el 14 de junio de 1957.

## Historia
Fue edificada sobre las ruinas del antiguo municipio romano denominado Cereatae (dedicado a Ceres. El nombre de Casamari es de origen latino y significa Casa de Mario, lugar de nacimiento de Cayo Mario, célebre general que fue siete veces cónsul romano y adversario de Sila en la guerra civil del año 88 a. C.
Con la decadencia del imperio romano y las posteriores invasiones bárbaras, Cereatae-Casa Marii sufrió la misma suerte que la urbe, hasta que los monjes benedictinos se instalaron en el lugar y fundaron la abadía en el siglo XI.
La crónica del cartario o chartarium casamariense redactado por el monje Gian Giacomo de Uvis a petición del abad indica algunos datos de la fundación. Según ese relato, en el año 1005 algunos monjes de Veroli decidieron reunirse en un monasterio y eligieron Cereatae-Casa Marii para ello. Edificaron el monasterio sobre los restos un templo de Marte. Algunos de ellos (Benito, Juan, Orso y Azo) se dirigieron al monasterio de Sora para solicitar el hábito.
Según algunos historiadores la construcción de una iglesia dedicada a san Juan y a san Pablo se puede datar en el año 1005, aunque la construcción del monasterio se remonta a 1036.
Entre los años 1140 y 1153 los monjes cistercienses sustituyeron a los monjes benedictinos.
Entre los siglo XII y XIX el monasterio vivió distintos avatares: adquirió posesiones en la zona e inició la fundación de nuevos monasterios en el sur; a inicios del siglo XV comenzó un período de decadencia a la par que otros monasterios de la región.
En 1623 los monjes eran solo 8. Volvió a tener un período de prosperidad tras 1717, cuando Clemente XI la confió a los monjes cistercienses reformados, llamados comúnmente trapenses. En 1799 algunos soldados franceses despojaron la abadía.
En 1874 la abadía fue declarada monumento nacional y readquirió así una posición de prestigio y una mayor estabilidad económica. En 1929 la congregación de Casamari fue elegida canónicamente como congregación monástica y añadida a las demás que integran la orden del Císter. En la actualidad cuenta con dieciséis monasterios.

## Arquitectura

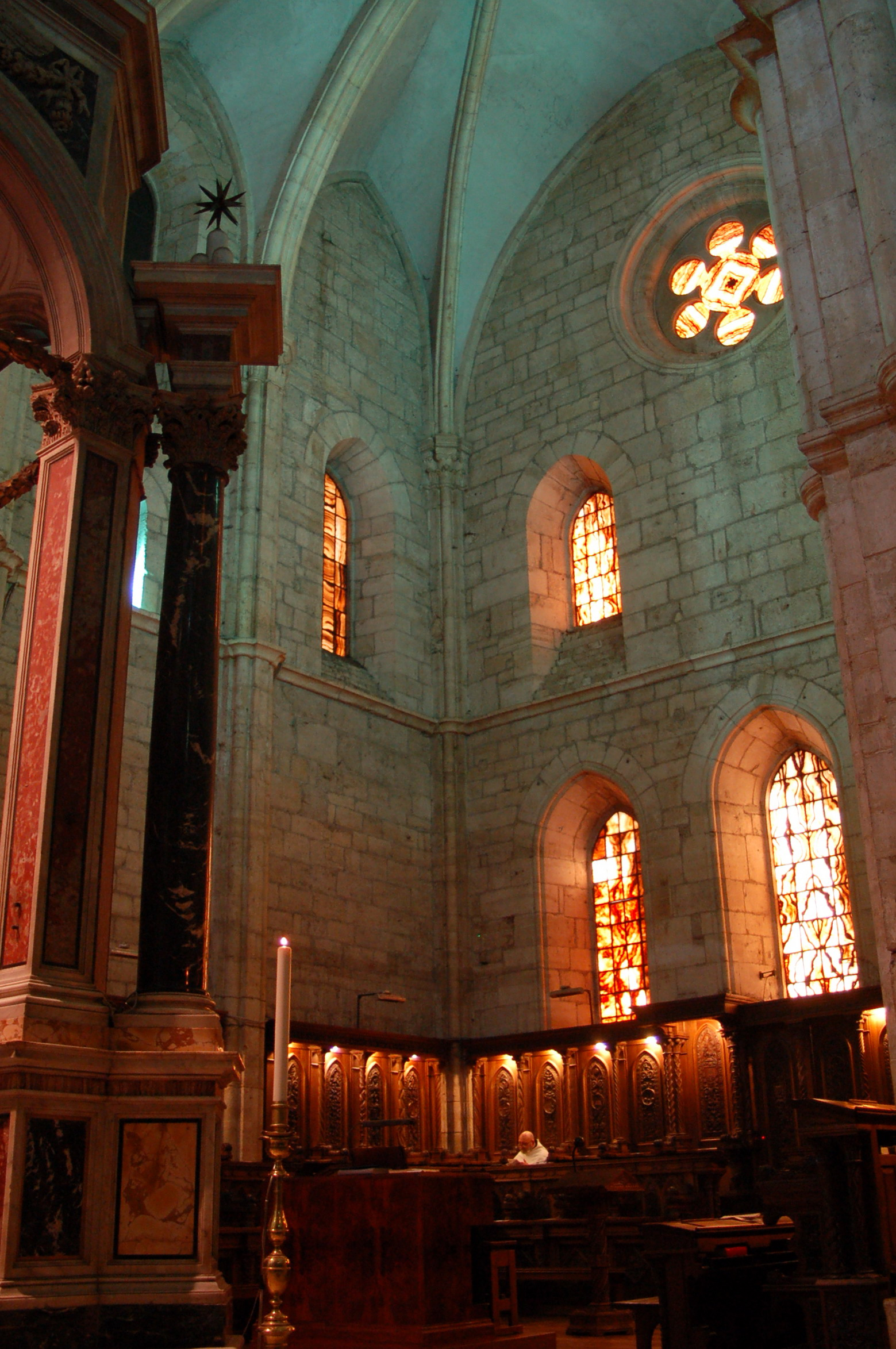
El coro de la iglesia de la abadía.

La planta de la abadía es similar a la de los monasterios franceses: la entrada pasa a través de una puerta con doble arco. En el interior se encuentra un jardín cuya parte central está ocupada por el claustro, de forma cuadrangular, con cuatro galerías y una cubierta semicilíndrica.
La sala capitular es un ambiente formado por nueve intercolumnios y por cuatro pilastras y es usada para las reuniones. Desde el claustro se accede a la iglesia que tiene planta basilical con tres naves; la fachada presenta un gran pórtico. Detrás del altar se encuentra el coro construido en 1940. Las ventanas de la iglesia llevan alabastro en vez de vidrios.

## Actividades de la abadía
La abadía de Casamari fue sede de varias actividades realizadas por los monjes además de la oración: fueron maestros del Instituto San Bernardo, fundado en 1898 dentro de la abadía; además gestionan la farmacia, la licorería, la restauración de los libros, la biblioteca y el museo arqueológico.
La farmacia interna está compuesta por un erbarium botanicum u hortus botanicus y de un armarium pigmentariorum cuya fecha de fundación es incierta, pero se hipotiza en alrededor de 1760. La licorería interna fue ideada entre el siglo XVIII y el XIX; antes los monjes fabricaban también las botellas. La tipografía fue inaugurada en el año 1954 e imprime también los textos de la escuela. La biblioteca cuenta con 50 000 libros. El museo y la pinacoteca están situados en la parte opuesta a la iglesia partiendo desde el claustro.  En las salas del siglo XIII se conservan varios hallazgos entre los que destaca el resto de un colmillo de elephas o mammuthus meridionalis (especie de elefante o mamut enano presente en la península itálica en el Pleistoceno), además de restos de época romana.